# Devon Redlands
Le Devon Redlands est une région naturelle du sud-ouest de la Grande-Bretagne qui a été désignée en tant que National Character Area (NCA) no 148 par Natural England.

## Géographie
Le Devon Redlands longe la côte sud du Devon de Torquay à Otterton avant de se diriger pratiquement en plein nord jusqu'à Burlescombe, puis de tourner au nord-ouest jusqu'à Clayhanger et Shillingford. De Shillingford, il s'étend d'abord vers le sud-ouest puis vers le sud, en passant par Bampton, Cove, Loxbeare et Withleigh. Au sud de l' A3072 , la région s'étend vers l'ouest au-delà de Bow puis revient vers Yeoford (en) et Newton St Cyres avant de se diriger à l'ouest d'Exeter et de nouveau vers le sud de Newton Abbot à Torquay. 
Les NCA voisines sont (dans le sens des aiguilles d'une montre à partir du sud-ouest) : Devon du Sud (en), Dartmoor, The Culm, Exmoor, Vale of Taunton and Quantock Fringes (en), Blackdown Hills, Yeovil Scarplands (en) et les Marshwood and Powerstock Vales (en).

## Description
Le Devon Redlands a un caractère unifié reconnaissable par la coloration de ses champs labourés, ses falaises et ses affleurements, ainsi que par les matériaux de construction de ses fermes, hameaux et villages traditionnels en pierre et torchis. Cette coloration est dérivée du grès rouge qui sous-tend la région et produit les riches sols rouges qui font du Redlands le cœur agricole du comté de Devon. C'est une région de collines légèrement vallonnées, avec des ruelles en contrebas et de hautes haies entourant de petits champs utilisés à la fois pour le pâturage et les cultures. Les rivières sont des caractéristiques importantes du paysage ; leurs vallées sont à fond plat et s'ouvrent sur de vastes plaines inondables dans les basses terres des Redlands centrales, dominées notamment par l'estuaire de la rivière Exe au sud de la ville d'Exeter. Autour de ce cœur, la terre s'élève vers la limite ouest, nord et est de la région. Au sud, la bande côtière borde la Manche et a obtenu un statut partiel de patrimoine mondial. 